# Kommandørgården
Kommandørgården är ett museum i en tidigare bondgård från slutet av 1700-talet på ön Rømø i den danska delen av Vadehavet.
Museet, som drivs av Nationalmuseet är inrett som en rikemansgård från omkring år 1770. Namnet på gården kommer från ordet "kommandør", som är en gammal beteckning på en kapten på ett valfångstfartyg. Det ligger på en murad förhöjning och omges av gräsmarker, som är skyddade av jordvallar, och en trädgård med gamla fruktträd.
Kommandørgården består av ett  bostadshus i rött tegel som är hopbyggt med en ladugård och ett stall. Byggnaderna är försedda med halmtak med taknockar av torv och en källare  under delar av bostadshuset. Dörrarna är gröna och ladugårdsportarna röda. Övre delen av dörr- och fönsternischerna är utsmyckade med bågar av svart- och vitmålat tegel.
Uppehålls- och sovrum ligger mot norr och finrummet, vars väggar är dekorerade med kakelplattor, ligger mot söder. Skorstenen går genom köket  från bakugnen i källaren och  bostadshuset kan värmas upp av eldstaden i köket. Trots att gården aldrig har ägts av en valskeppare representerar den öns historia och dess anknytning till valfångst. Skelettet av en strandad kaskelotval är utställt i ladugården.
Byggnaderna fridlystes 1950 och renoverades 1998 med medel från A.P. Møller og Hustru Chastine Mc-Kinney Mærsk Møllers Fond til almene Formaal.

## Bilder

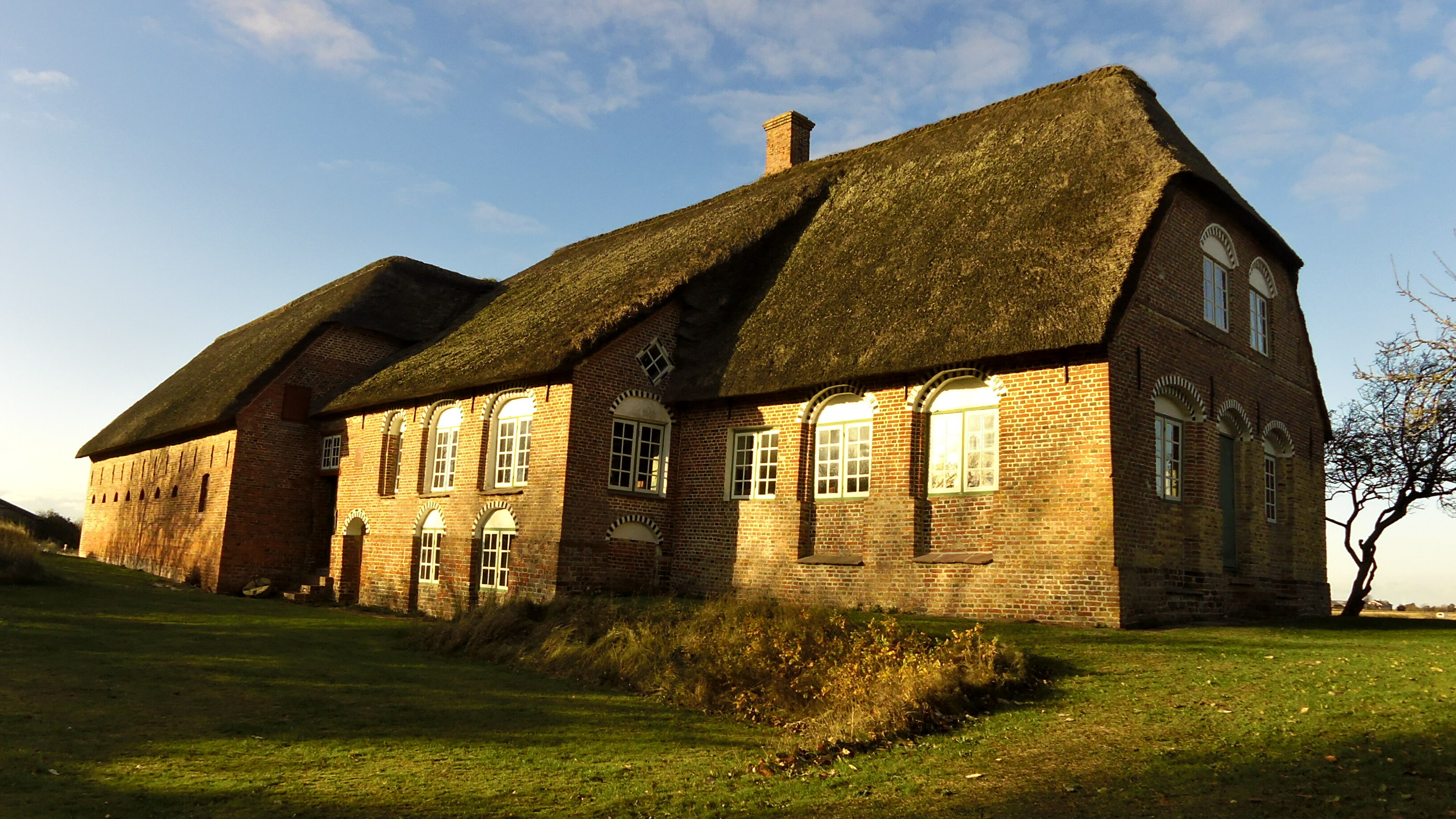
Bostadshuset.
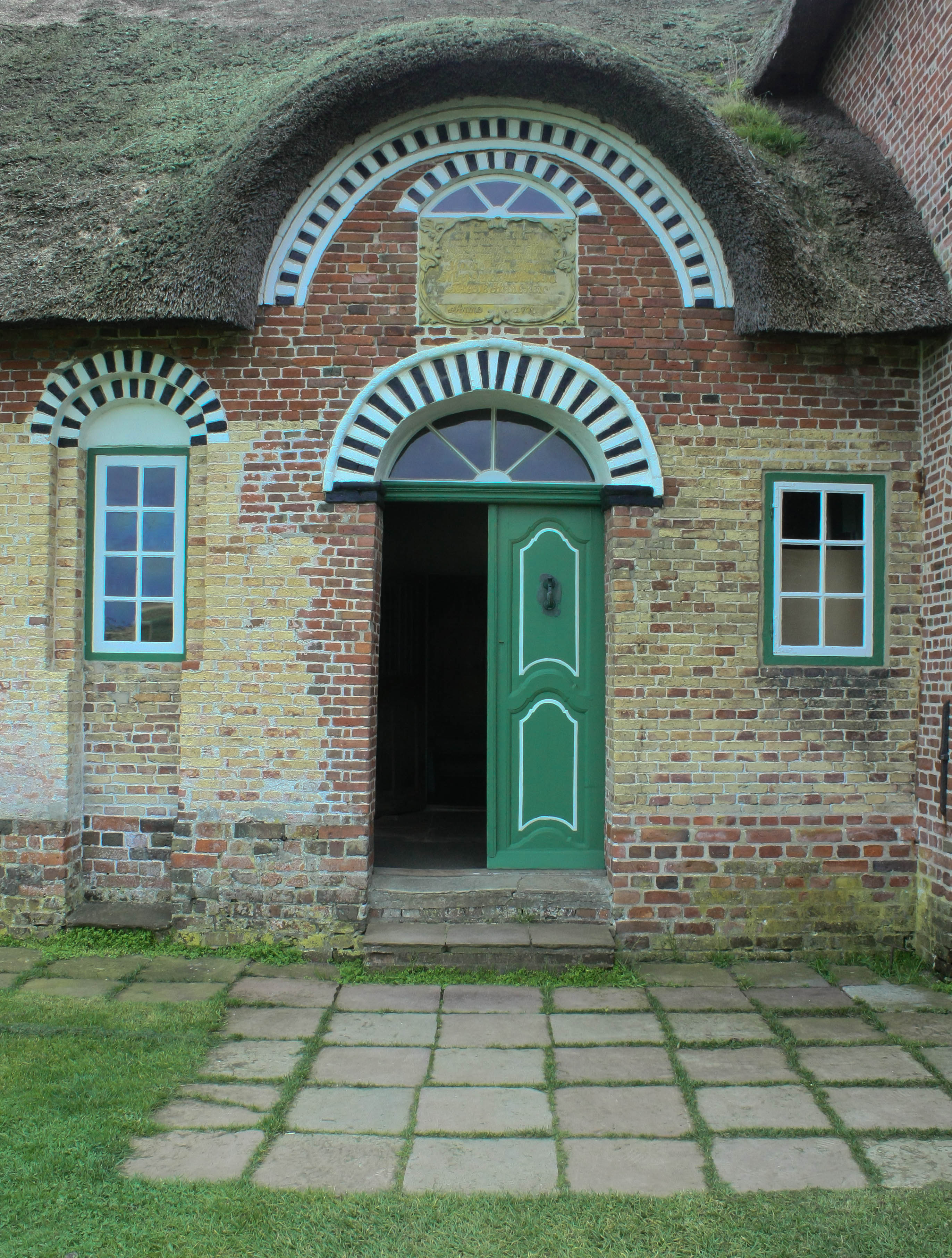
Entredörr.
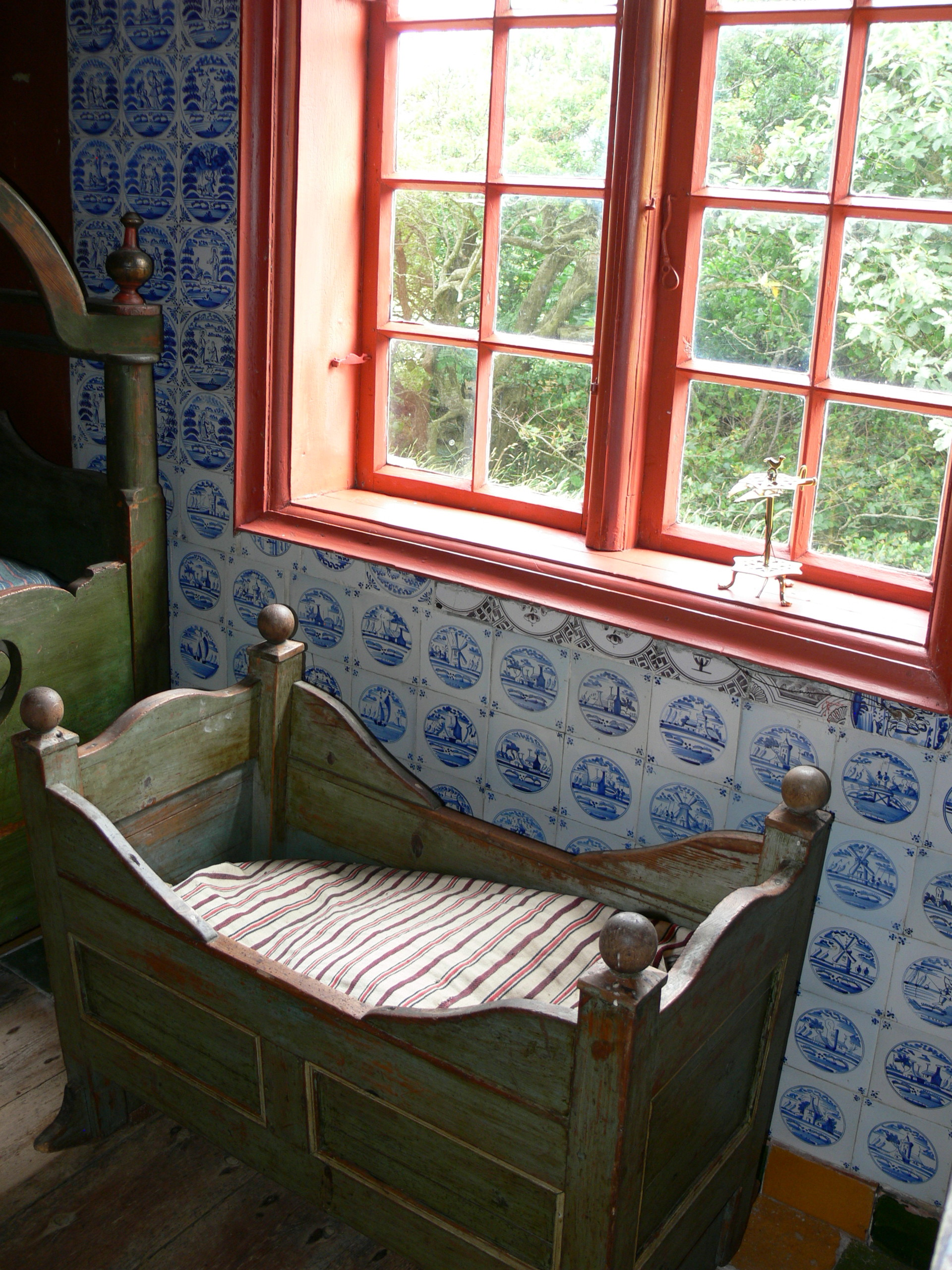
Interiör med holländska kakelplattor.
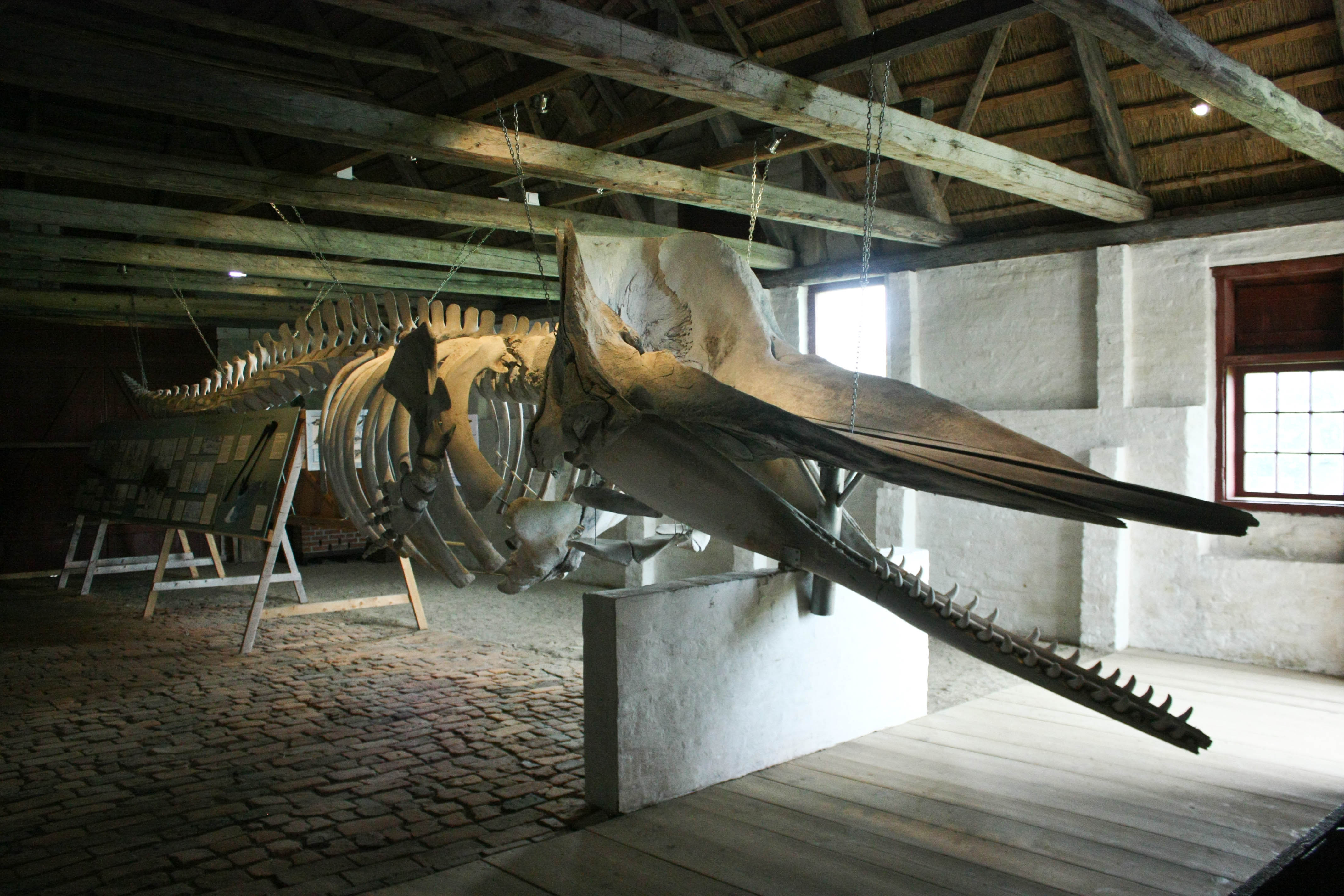
Skelett av en kaskelotval.